# Stabkirche Fåvang

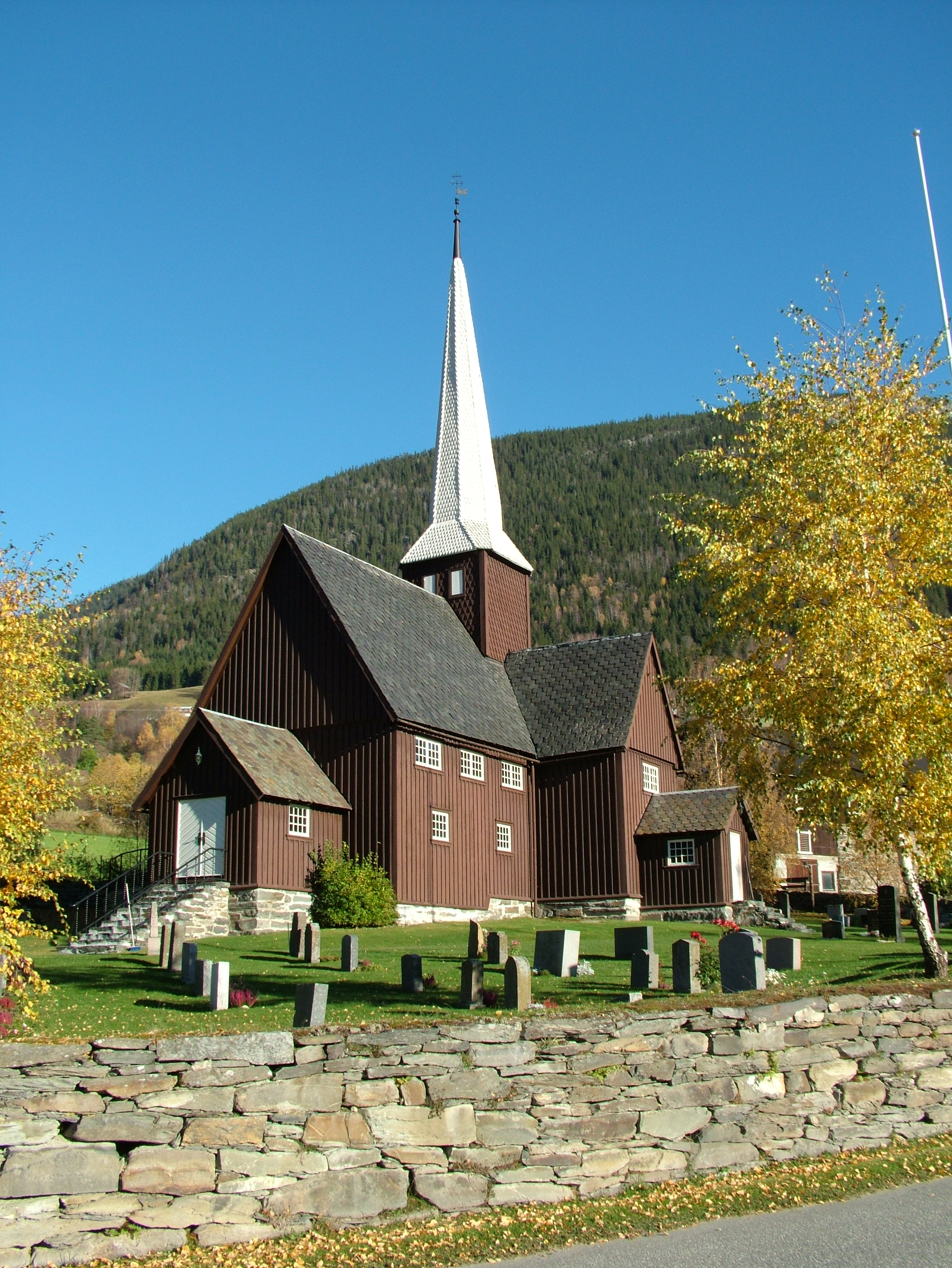
Stabkirche Fåvang

Die Stabkirche Fåvang ist eine Stabkirche in Norwegen. Sie befindet sich in Fåvang in der Kommune Ringebu im Gudbrandsdal in Innlandet. Sie ist im eigentlichen Sinne keine Stabkirche, obwohl Teile der Konstruktion in Stabbauweise gefertigt sind. Die Materialien zum Bau stammen von früheren, niedergelegten Stabkirchen der Umgebung. Die ältesten Teile werden auf die Jahre 1150–1250 datiert.

## Baugeschichte
Die Kirche wurde zwischen 1627 und 1630 gebaut. Der Architekt war der bekannte Kirchen- und Turmbauer Werner Olsen Skurdal, der ursprünglich aus Nes stammte. Er war außerdem an der Erweiterung der Stabkirche Vågå und dem Umbau der Stabkirche Ringebu und Stabkirche Lom beteiligt.
Die Stabkirche Fåvang wurde umgebaut und zu einer Kreuzkirche erweitert, wobei die meisten Baumaterialien aus den niedergelegten Stabkirchen im Tal stammten. Auch eine frühere Stabkirche am gleichen Ort wurde als Materialfundus benutzt. Die Kirche wird aufgrund der umfassenden Umbauten nicht unter die historischen Stabkirchen gezählt.